# 목걸이집박쥐
목걸이집박쥐(Arielulus torquatus)는 애기박쥐과에 속하는 박쥐의 일종이다. 대만에서만 발견된다.

## 특징
작은 박쥐로 전완장이 43~46mm이다. 털이 길다. 몸 색깔은 대체적으로 검다. 주둥이는 짧고 넓다. 귀는 검고, 큰 삼각형 모양을 띠며 끝이 둥글다. 이주는 짧고 앞 쪽으로 약간 굽어 있다. 며느리발톱이 길다. 핵형은 2n=50, FNa=48이다.

## 분포 및 서식지
대만 산악 지대의 토착종이다. 해발 약 1,800m 이하의 숲에서 서식한다.